# Metaxia quadrata
Metaxia quadrata is een slakkensoort uit de familie van de Triphoridae. De wetenschappelijke naam van de soort is voor het eerst geldig gepubliceerd in 2010 door Faber.